# Joren van Nieuwenhuijzen
Joren van Nieuwenhuijzen (23 oktober 1999) is een Nederlands korfballer. Namens Fortuna speelt hij in de hoogste Nederlandse korfbalcompetitie ; de Korfbal League. In 2019 en 2022 werd Van Nieuwenhuijzen Nederlands kampioen. Daarnaast won hij de prijs van Beste Speler Onder 21 Jaar.

## Fortuna
In 2015 verruilde Van Nieuwenhuijzen HKV Achilles voor het naburige Fortuna uit Delft. Hij was 15 jaar en kwam in de A1 jeugd van Fortuna terecht. Al in 2016 maakte hij, als A1 speler al zijn eerste minuten in de Korfbal League. In datzelfde seizoen maakte hij ook al zijn basisoptreden namens Fortuna. In 2017-2018 was Van Nieuwenhuijzen een vaste waarde van Fortuna 1. In dat seizoen stond Fortuna in de korfbal league finale, maar die werd verloren van TOP. In 2019 stond Fortuna voor het tweede jaar op rij in de finale en dit maal won Fortuna. Zodoende was Van Nieuwenhuijzen al op 19-jarige leeftijd Korfbal League kampioen.
Als landskampioen deed Fortuna mee aan de Europacup van 2020, een internationaal toernooi met alle Europese zaalkampioenen. Fortuna won gemakkelijk in de poule-ronde door te winnen van KC Barcelona, České Budějovice en Benfica. In de halve finale werd gewonnen van Pegasus, waardoor Fortuna in de finale uitkwam tegen het Belgische Kwik. Fortuna won in de finale gemakkelijk met 34-18, waardoor het ook Europees kampioen werd.
In seizoen 2020-2021 had Fortuna zich versterkt met Harjan Visscher en Lieneke Pries. In de competitie, die iets later startte, deed Fortuna goede zaken. Fortuna werd 1e in Poule B, waardoor het zich plaatste voor de play-offs. In de eerste play-off ronde versloeg Fortuna in 3 wedstrijden LDODK. In de tweede play-off ronde werd Koog Zaandijk in 3 wedstrijden verslagen, waardoor Fortuna zich voor het derde jaar op rij plaatste voor de zaalfinale. Net als in 2019 was PKC de tegenstander. Fortuna verloor de finale met 22-18.
In seizoen 2021-2022 deed Fortuna wederom goede zaken in de zaalcompetitie. De ploeg was versterkt met Mick Snel en Celeste Split en dat had positief effect op de ploeg. Gedurdende het reguliere seizoen verloor Fortuna slechts 1 wedstrijd en plaatste zich als nummer 1 voor de play-offs. In de play-offs trof Fortuna concurrent Koog Zaandijk, maar Fortuna won in 2 wedstrijden. Hierdoor plaatste Fortuna zich voor het 4e jaar op rij voor de zaalfinale. In de finale was PKC de tegenstander. In een Ahoy, waar weer publiek bij mocht zijn, werd het een spannende wedstrijd. Fortuna won de wedstrijd met 22-21, waardoor het weer Nederlands zaalkampioen was.
In seizoen 2022-2023 had Fortuna een seizoen met ups en downs. Zo speelde de ploeg gedurende de competitie maar liefst 4 keer gelijk. Uiteindelijk stond de ploeg na de reguliere competitie wel op de tweede plek, waardoor ze zich hadden geplaatst voor de play-offs. In de best-of-3 serie was DVO de tegenstander. Fortuna won de eerste wedstrijd overtuigend met 29-19, maar verloor het de tweede en derde (beslissende) wedstrijd. Hierdoor plaatste Fortuna zich niet voor de zaalfinale, waardoor het was onttroond als zaalkampioen.
Iets later, in de veldcompetitie stond Fortuna na de reguliere competitie op de 1e plaats in de Ereklasse A. In de kruisfinale won Fortuna met 21-18 van DVO, waardoor Fortuna zich plaatste voor de veldfinale. In deze veldfinale was PKC de tegenstander. PKC won de finale met 18-13.
Seizoen 2023-2024 was een wisselvallig seizoen voor Fortuna in de zaal. Ondanks de behaalde 21 punten eindigde de ploeg op de 5e plaats in de Korfbal League, waardoor Fortuna de play-offs miste. Hiermee kwam een reeks van 6 jaar play-offs ten einde. 
Iets later, in de veldcompetitie deed Fortuna wel goede zaken. De ploeg ging ongeslagen naar de kruisfinale, waar Fortuna met 12-11 PKC versloeg. Hierdoor plaatste Fortuna zich voor het tweede jaar op rij voor de Nederlandse veldfinale. Echter ging het in de finale tegen DVO mis; Fortuna verloor de finale met 20-13 waardoor de ploeg genoegen moest nemen met de 2e plaats van Nederland. Het werd het laatste seizoen onder leiding van coach Ard Korporaal, die na 13 seizoenen stopte als coach bij de club.

## Erelijst
- Korfbal League kampioen, 2x (2019, 2022)
- Europacup kampioen, 1x (2020)
- Prijs voor Beste Speler Onder 21 Jaar (2019)
- 2e van Nederland Korfbal League (2018, 2020)
- 2e van Nederland zaal junioren, 2x (2016, 2017)
- Nederlands veldkampioen junioren, 1x (2017)
- Nederlands veldkampioen C jeugd, 1x (2013)

## Oranje
Van Nieuwenhuijzen was onderdeel van Talent Team NL (Oranje onder 21). Hij won hiermee deze prijzen:
- Wereldkampioen onder 21 jaar, 1x (2018)
- Europees kampioen onder 21 jaar, 1x (2019)
- Wereldkampioen onder 19 jaar, 1x (2017)
- Wereldkampioen onder 17 jaar, 2x (2015, 2016)